# サンバ・ソウ
サンバ・ソウ（Samba Sow, 1989年4月29日 - ）は、マリ・バマコ出身の元サッカー選手。現役時代のポジションはミッドフィルダー。

## 経歴

### クラブ
マリ共和国のバマコに生まれたソウは、11歳の時に外交官の父に連れられフランスへ渡り、USトロシーを経て2005年にRCランスの下部組織に入団した。2009年5月22日のUSブローニュ戦でネナド・コヴァチェヴィッチ, アディル・エルマシュと2人の主力が欠場したこともありプロデビューを果たし、66分にジョフリー・ドゥマンと交代するまでプレーした。同2008-09シーズンにチームはリーグ・ドゥで優勝し、リーグ・アンへ昇格した。
8月15日の第2節AJオセール戦でデヤン・ミロヴァノヴィッチに代わりリーグ・アンでデビューし、以降は同様の形で出場していき、9月19日のリールとのダービー・デュ・ノールで初スタメンを飾りフル出場した。その後、出番を重ね12月4日に契約を2013年6月までの2年に延長し、2010年5月15日のシーズン最終節で前年度王者ボルドー相手にプロ初得点を挙げた。翌シーズンに2部へ降格した事情もあり、2012年夏に給料カットに合意した。
2013年、トルコのカルデミル・カラビュックスポルに移籍。2015年、同じくトルコのカイセリスポルに移籍。
2017年6月20日、ロシア・プレミアリーグのFCディナモ・モスクワに移籍。
2019年8月1日、イングランド・EFLチャンピオンシップのノッティンガム・フォレストFCに移籍。

### 代表
ユース時代は、2008年9月28日のアフリカユース選手権予選・ベナン戦でデビューし、ヤクバ・ディアッラの後に初得点を挙げ、2-0で勝利した。その後も定期的に招集され、2009年の本大会メンバーに選出。本大会ではルワンダ戦で唯一の得点を挙げ、この得点がグループリーグで挙げたチームの総得点となり最下位で敗退した。
ユースでのパフォーマンスが認められ、同年10月11日の2010 FIFAワールドカップ・アフリカ予選スーダン戦に向けてスティーブン・ケシ監督率いるA代表に初招集されたが、出場はなくベンチ入りもなかった。その後、アフリカネイションズカップ2010に向けて選考メンバー入りをしたが、予備段階の26人入りも果たせずにスーダンでプレーするラサヌ・ファネが選ばれた。しかし、12月20日にシディ・ケイタが膝を負傷したことにより代わりに招集され、12月27日に大会前に行われた北朝鮮戦（0-1）でデビューを果たした。次のカタール戦で引き分けたが、親善試合3連戦の最後エジプト戦での出番はなく0-1で敗戦と大会前に良い結果が残せず調整は終了した。
本大会初戦のアンゴラ戦で出番はなく、チームは4点先制されると最悪な状態だったが、残り15分で4点入れ引き分けに持ち込んだ。次のアルジェリア戦でも出番はなかった。最終戦のマラウイ戦でアブドゥライ・マイガが負傷したためハーフタイムに交代で途中出場し、チームは3-1で勝利したがグループリーグで敗退した。

## タイトル
RCランス
- リーグ・ドゥ (1) : 2008-09